# Centro (Montevideo)

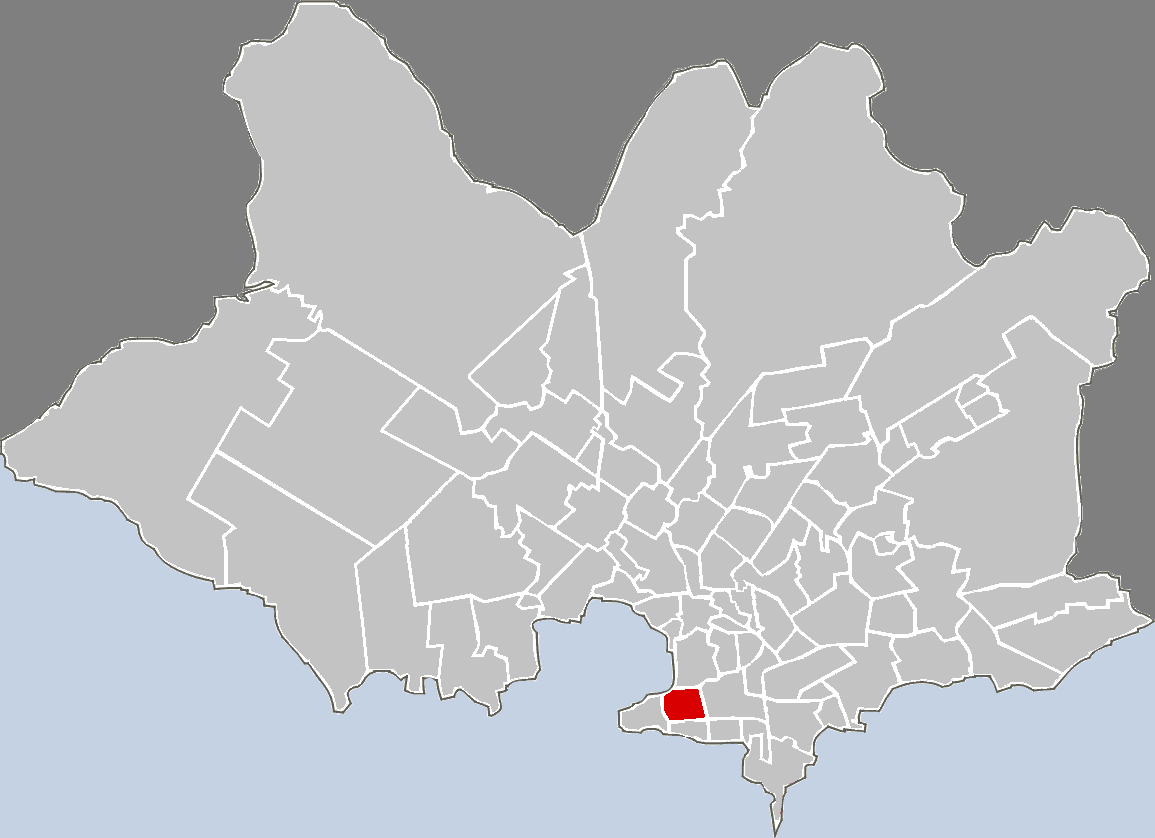
Lage des Centro in Montevideo

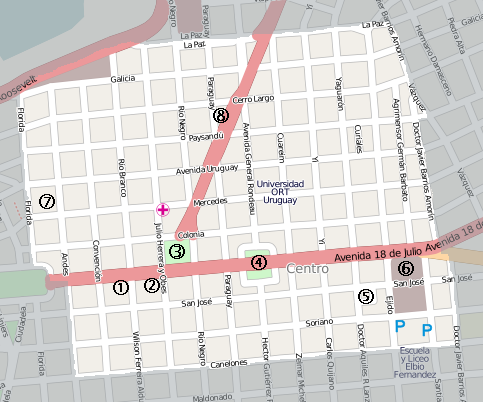
Plan Centros

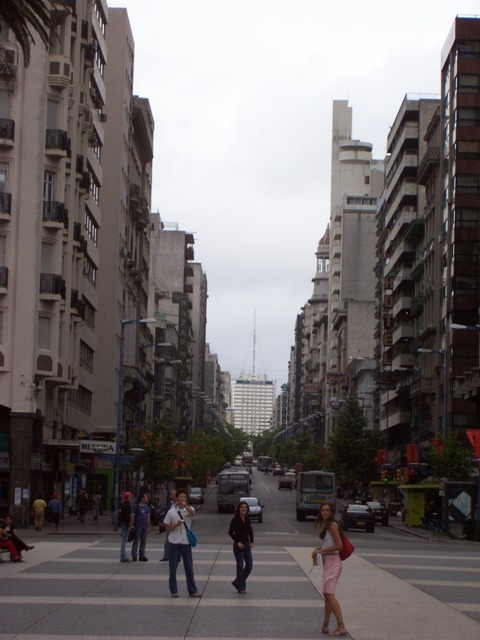
Centro de Montevideo, Blick vom Plaza Independencia in die Avenida 18 de Julio

Centro ist ein Stadtviertel (Barrio) der uruguayischen Hauptstadt Montevideo.

## Lage
Es liegt im Süden der Stadt. Westlich des Centro befindet sich die Ciudad Vieja, die Altstadt Montevideos. Im Norden schließt La Aguada an, während im Osten Cordón das Stadtgebiet fortführt. Südlich wird es vom dort gelegenen Viertel Barrio Sur begrenzt. Hinsichtlich des Straßenverlaufs bilden im Norden, die Rambla F.D.Roosevelt und die Calle La Paz, im Osten die Calle Dr.J.Barrios Amorin und ein kleiner Abschnitt der Constituyente, im Süden die Calle Canelones und im Westen die Calle Andes, ein kurzer Abschnitt der Avenida 18 de Julio und die Calle Florida die Außengrenzen des Viertels. Das Gebiet des Barrio Centro ist dem Municipio B zugeordnet.

## Einwohner
Derzeit (Stand: 2010) sind hier 20.841 Einwohner zu verzeichnen.

## Beschreibung
Zentrale Straße des Centro ist die Avenida 18 de Julio, die hier in der südlichen Hälfte von der Plaza Independencia aus an der Plaza Fabini und der Plaza Cagancha vorbei nach Osten führt. Dort befinden sich zahlreiche Geschäfte und andere Dienstleister, aber auch Kinos oder Theater, so dass dieser Teil der Stadt das kommerzielle Zentrum Montevideos bildet. Zudem verläuft ein Teil der Avenida Libertador diagonal durch das Centro.

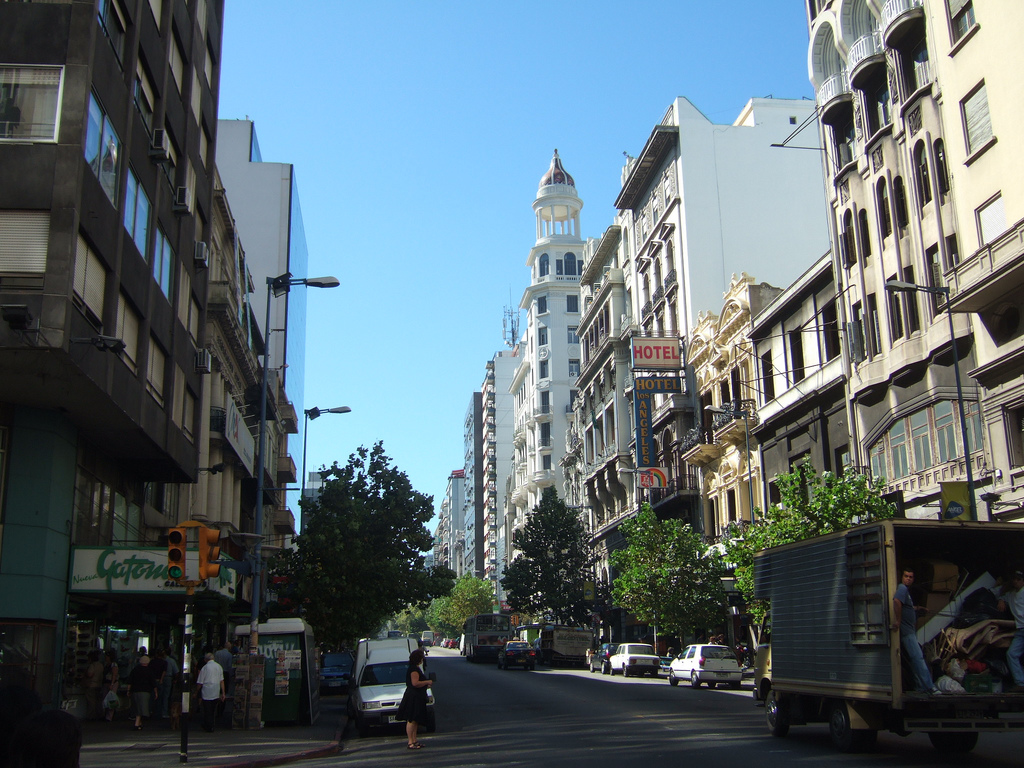
Abschnitt der Avenida 18 de Julio zwischen Plaza Fabini und Edificio Rex
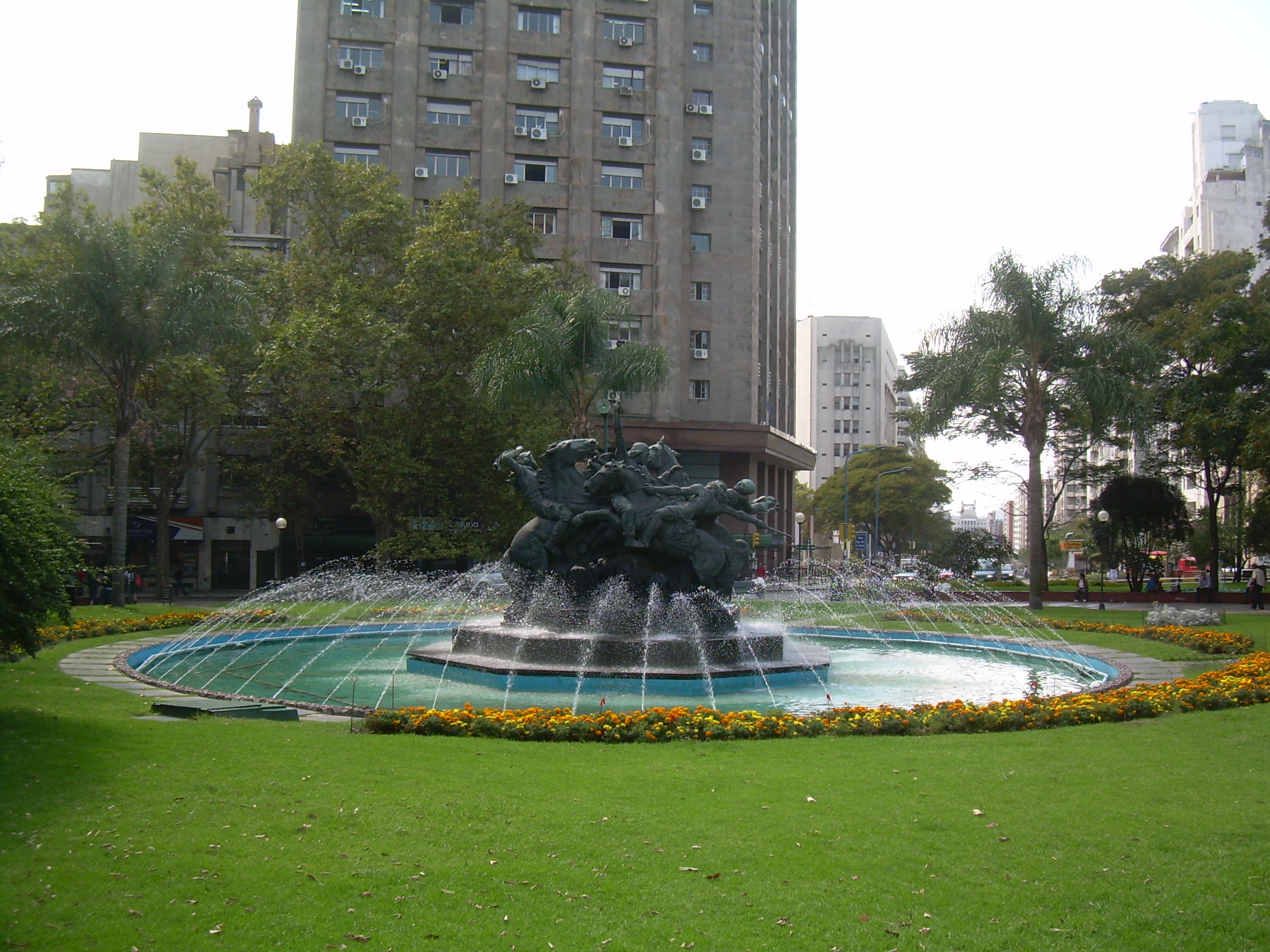
Plaza Fabini
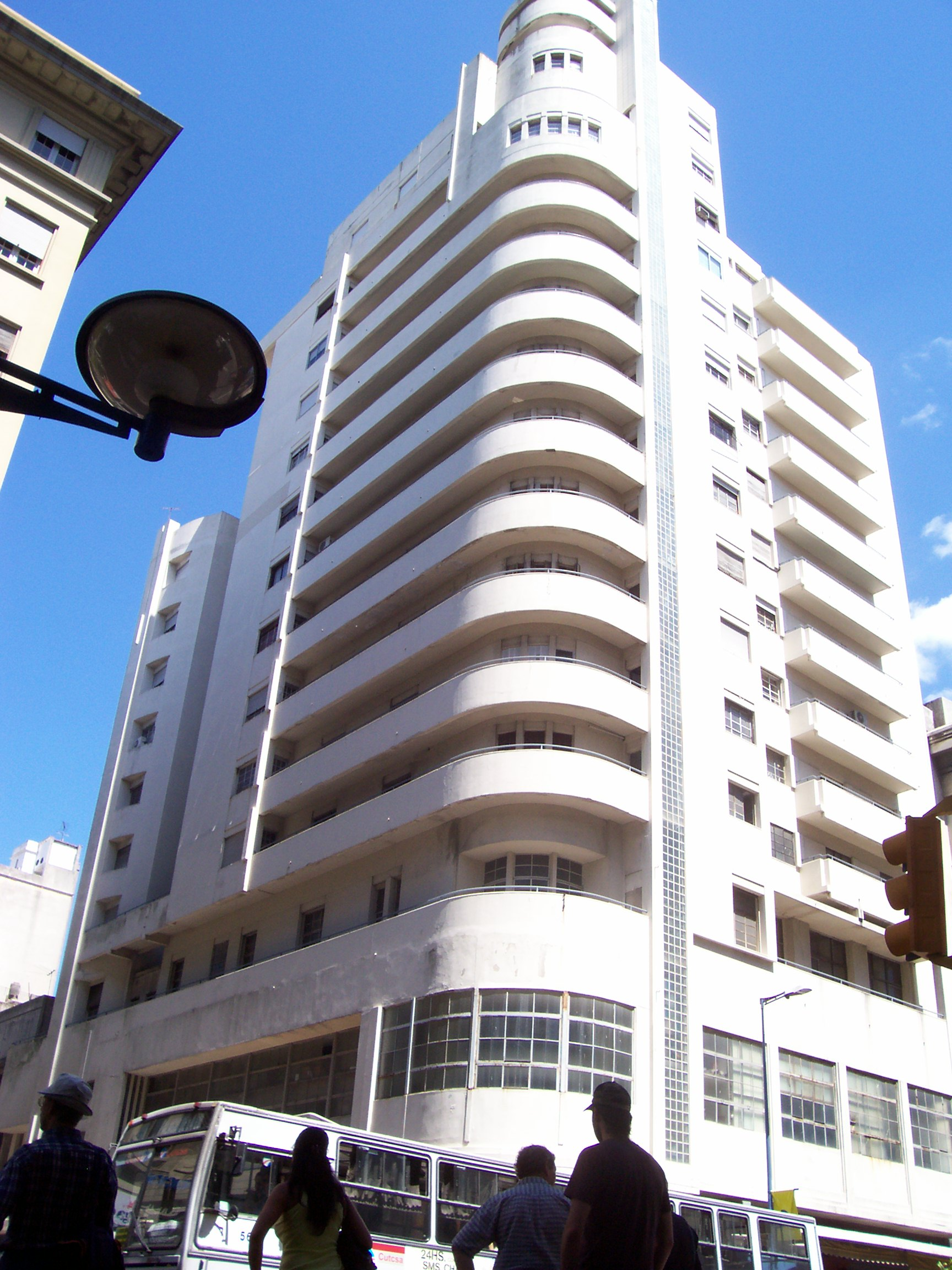
Palacio Lapido

Zu den zahlreichen in Centro vorzufindenden historischen und bedeutenden Gebäuden zählen der Palacio Salvo, der Palacio Santa Lucía, das Hotel Radisson Victoria Plaza, der Palacio Lapido, der Palacio Díaz, das Edificio del London París, der Torre de los Profesionales, der Torre del Gaucho, die Banco de Seguros del Estado oder auch der Palacio Municipal.